# Football League One
A English Football League One, conhecida simplesmente como League One e, para efeitos de patrocínio, como Sky Bet League One, é uma liga de futebol profissional em Inglaterra organizado pela English Football League (EFL). A League One é a terceira divisão mais elevada do sistema de ligas de futebol inglês, depois da Premier League e do EFL Championship, e o segundo escalão dentre as três ligas sob controlo da EFL.
Introduzida na época futebolística inglesa de 2004/2005 com o nome de Football League One, é uma reformulação da antiga terceira divisão (Division Two) da EFL, que, por sua vez, é uma reformulação da extinta quarta divisão (Division Three) da mesma organização antes do lançamento da Premier League em 1992.

## Clubes atuais (2024/25)
| Clube               | Localização       | Estádio                      | Capacidade |
| ------------------- | ----------------- | ---------------------------- | ---------- |
| Barnsley            | Barnsley          | Oakwell                      | 23,287     |
| Birmingham City     | Birmingham        | St Andrew's                  | 29,409     |
| Blackpool           | Blackpool         | Bloomfield Road              | 16,616     |
| Bolton Wanderers    | Bolton            | Toughsheet Community Stadium | 28,723     |
| Bristol Rovers      | Bristol           | Memorial Stadium             | 12,534     |
| Burton Albion       | Burton upon Trent | Pirelli Stadium              | 6,912      |
| Cambridge United    | Cambridge         | Abbey Stadium                | 8,127      |
| Charlton Athletic   | London (Charlton) | The Valley                   | 27,111     |
| Crawley Town        | Crawley           | Broadfield Stadium           | 5,996      |
| Exeter City         | Exeter            | St. James Park               | 8,720      |
| Huddersfield Town   | Huddersfield      | Kirklees Stadium             | 24,121     |
| Leyton Orient       | London (Leyton)   | Brisbane Road                | 9,271      |
| Lincoln City        | Lincoln           | Sincil Bank                  | 10,669     |
| Mansfield Town      | Mansfield         | Field Mill                   | 9,186      |
| Northampton Town    | Northampton       | Sixfields Stadium            | 7,798      |
| Peterborough United | Peterborough      | London Road Stadium          | 13,511     |
| Reading             | Reading           | Madejski Stadium             | 24,161     |
| Rotherham United    | Rotherham         | New York Stadium             | 12,021     |
| Shrewsbury Town     | Shrewsbury        | New Meadow                   | 9,875      |
| Stevenage           | Stevenage         | Broadhall Way                | 7,800      |
| Stockport County    | Stockport         | Edgeley Park                 | 10,852     |
| Wigan Athletic      | Wigan             | Brick Community Stadium      | 25,138     |
| Wrexham             | Wrexham           | Racecourse Ground            | 13,341     |
| Wycombe Wanderers   | High Wycombe      | Adams Park                   | 10,137     |

## Balanço

### Equipes promovidas à EFL League One
| Temporada | Campeão                 | Vice-Campeão        | Promovido pelo Play-off  |
| --------- | ----------------------- | ------------------- | ------------------------ |
| 2004–05   | Luton Town              | Hull City           | Sheffield Wednesday (5º) |
| 2005–06   | Southend United         | Colchester United   | Barnsley (5º)            |
| 2006–07   | Scunthorpe United       | Bristol City        | Blackpool (3º)           |
| 2007–08   | Swansea City            | Nottingham Forest   | Doncaster Rovers (3º)    |
| 2008–09   | Leicester City          | Peterborough United | Scunthorpe United (6º)   |
| 2009–10   | Norwich City            | Leeds United        | Millwall (3º)            |
| 2010–11   | Brighton & Hove Albion  | Southampton         | Peterborough United (4º) |
| 2011–12   | Charlton Athletic       | Sheffield Wednesday | Huddersfield Town (4º)   |
| 2012–13   | Doncaster Rovers        | Bournemouth         | Yeovil Town (4º)         |
| 2013–14   | Wolverhampton Wanderers | Brentford           | Rotherham United (4º)    |
| 2014–15   | Bristol City            | Milton Keynes Dons  | Preston North End (3º)   |
| 2015–16   | Wigan Athletic          | Burton Albion       | Barnsley (6º)            |
| 2016–17   | Sheffield United        | Bolton Wanderers    | Millwall (6º)            |
| 2017–18   | Wigan Athletic          | Blackburn Rovers    | Rotherham United (4º)    |
| 2018–19   | Luton Town              | Barnsley            | Charlton Athletic (3º)   |
| 2019–20   | Coventry City           | Rotherham United    | Wycombe Wanderers (3º)   |
| 2020–21   | Hull City               | Peterborough United | Blackpool (3°)           |
| 2021-22   | Wigan Athletic          | Rotherham United    | Sunderland (5°)          |
| 2022-23   | Plymouth Argyle         | Ipswich Town        | Sheffield Wednesday (3°) |
| 2023–24   | Portsmouth              | Derby County        | Oxford United (5°)       |

### Resultados dos playoffs
| Temporada | Semifinal (1° etapa)                                                         | Semifinal (2° etapa) | Final                                                                             |
| --------- | ---------------------------------------------------------------------------- | --- | --------------------------------------------------------------------------------- |
| 2004–05   | Sheffield Wednesday 1–0 Brentford Hartlepool United 2–0 Tranmere Rovers      | Brentford 1–2 Sheffield Wednesday Tranmere Rovers 2–0 Hartlepool United (Hartlepool venceu por 6–5 nos pênaltis)            | Sheffield Wednesday 4–2 Hartlepool United (a.e.t.)                                |
| 2005–06   | Barnsley 0–1 Huddersfield Town Swansea City 1–1 Brentford                    | Huddersfield Town 1–3 Barnsley Brentford 0–2 Swansea City                                                                   | Barnsley 2–2 Swansea City (Barnsley venceu por 4–3 nos pênaltis)                  |
| 2006–07   | Yeovil Town 0–2 Nottingham Forest Oldham Athletic 1–2 Blackpool              | Nottingham Forest 2–5 Yeovil Town (a.e.t.) Blackpool 3–1 Oldham Athletic                                                    | Blackpool 2–0 Yeovil Town                                                         |
| 2007–08   | Southend United 0–0 Doncaster Rovers Leeds United 1–2 Carlisle United        | Doncaster Rovers 5–1 Southend United Carlisle United 0–2 Leeds United                                                       | Leeds United 0–1 Doncaster Rovers                                                 |
| 2008–09   | Scunthorpe United 1–1 Milton Keynes Dons Millwall 1–0 Leeds United           | Milton Keynes Dons 0–0 Scunthorpe United (Scunthorpe venceu por 7–6 nos pênaltis) Leeds United 1–1 Millwall                 | Scunthorpe United 3–2 Millwall                                                    |
| 2009–10   | Swindon Town 2–1 Charlton Athletic Huddersfield Town 0–0 Millwall            | Charlton Athletic 2–1 Swindon Town (Swindon venceu por 5–4 nos pênaltis) Millwall 2–0 Huddersfield Town                     | Millwall 1–0 Swindon Town                                                         |
| 2010–11   | Bournemouth 1–1 Huddersfield Town Milton Keynes Dons 3–2 Peterborough United | Huddersfield Town 3–3 Bournemouth (Huddersfield venceu por 4–2 nos pênaltis) Peterborough United 2–0 Milton Keynes Dons     | Huddersfield Town 0–3 Peterborough United                                         |
| 2011–12   | Stevenage 0–0 Sheffield United Milton Keynes Dons 0–2 Huddersfield Town      | Sheffield United 1–0 Stevenage Huddersfield Town 1–2 Milton Keynes Dons                                                     | Huddersfield Town 0–0 Sheffield United (Huddersfield venceu por 8–7 nos pênaltis) |
| 2012–13   | Sheffield United 1–0 Yeovil Town Swindon Town 1–1 Brentford                  | Yeovil Town 2–0 Sheffield United Brentford 3–3 Swindon Town (Brentford venceu por 5–4 nos pênaltis)                         | Brentford 1–2 Yeovil Town                                                         |
| 2013–14   | Peterborough United 1–1 Leyton Orient Preston North End 1–1 Rotherham United | Leyton Orient 2–1 Peterborough United Rotherham United 3–1 Preston North End                                                | Leyton Orient 2–2 Rotherham United (Rotherham venceu por 4–3 nos pênaltis)        |
| 2014–15   | Chesterfield 0–1 Preston North End Sheffield United 1–2 Swindon Town         | Preston North End 3–0 Chesterfield Swindon Town 5–5 Sheffield United                                                        | Preston North End 4–0 Swindon Town                                                |
| 2015–16   | Barnsley 3–0 Walsall Bradford City 1–3 Millwall                              | Walsall 1–3 Barnsley Millwall 1–1 Bradford City                                                                             | Barnsley 3–1 Millwall                                                             |
| 2016–17   | Millwall 0–0 Scunthorpe United Bradford City 1–0 Fleetwood Town              | Scunthorpe United 2–3 Millwall Fleetwood Town 0–0 Bradford City                                                             | Bradford City 0–1 Millwall                                                        |
| 2017–18   | Charlton Athletic 0–1 Shrewsbury Town Scunthorpe United 2–2 Rotherham United | Shrewsbury Town 1–0 Charlton Athletic Rotherham United 2–0 Scunthorpe United                                                | Rotherham United 2–1 Shrewsbury Town (a.e.t.)                                     |
| 2018–19   | Sunderland 1–0 Portsmouth Doncaster Rovers 1–2 Charlton Athletic             | Portsmouth 0–0 Sunderland Charlton Athletic 2–3 Doncaster Rovers (Charlton venceu por 4–3 nos pênaltis)                     | Charlton Athletic 2–1 Sunderland                                                  |
| 2019–20   | Portsmouth 1–1 Oxford United Fleetwood Town 1–4 Wycombe Wanderers            | Oxford United 1–1 Portsmouth (Oxford United venceu por 5–4 nos pênaltis) Wycombe Wanderers 2–2 Fleetwood Town               | Oxford United 1–2 Wycombe Wanderers                                               |
| 2020–21   | Oxford United 0–3 Blackpool Lincoln City 2–0 Sunderland                      | Blackpool 3–3 Oxford United Sunderland 2–1 Lincoln City                                                                     | Blackpool 2–1 Lincoln City                                                        |
| 2021–22   | Wycombe Wanderers 2–0 Milton Keynes Dons Sunderland 1–0 Sheffield Wednesday  | Milton Keynes Dons 1–0 Wycombe Wanderers Sheffield Wednesday 1–1 Sunderland                                                 | Sunderland 2–0 Wycombe Wanderers                                                  |
| 2022–23   | Peterborough United 4–0 Sheffield Wednesday Bolton Wanderers 1–1 Barnsley    | Sheffield Wednesday 5–1 Peterborough United (Sheffield Wednesday venceu por 5–3 nos pênaltis) Barnsley 1–0 Bolton Wanderers | Sheffield Wednesday 1–0 Barnsley (a.e.t.)                                         |
| 2023–24   | Barnsley 1–3 Bolton Wanderers Oxford United 1–0 Peterborough United          | Bolton Wanderers 2–3 Barnsley Peterborough United 1–1 Oxford United                                                         | Bolton Wanderers 0–2 Oxford United                                                |

### Times relegados àLeague Two
| Temporada | Clubes                                                                                     |
| --------- | ------------------------------------------------------------------------------------------ |
| 2004–05   | Torquay United, Wrexham, Peterborough United, Stockport County                             |
| 2005–06   | Hartlepool United, Milton Keynes Dons, Swindon Town, Walsall                               |
| 2006–07   | Chesterfield, Bradford City, Rotherham United, Brentford                                   |
| 2007–08   | Bournemouth, Gillingham, Port Vale, Luton Town                                             |
| 2008–09   | Northampton Town, Crewe Alexandra, Cheltenham Town, Hereford United                        |
| 2009–10   | Gillingham, Wycombe Wanderers, Southend United, Stockport County                           |
| 2010–11   | Dagenham & Redbridge, Bristol Rovers, Plymouth Argyle, Swindon Town                        |
| 2011–12   | Wycombe Wanderers, Chesterfield, Exeter City, Rochdale                                     |
| 2012–13   | Scunthorpe United, Bury, Hartlepool United, Portsmouth                                     |
| 2013–14   | Stevenage, Shrewsbury Town, Carlisle United, Tranmere Rovers                               |
| 2014–15   | Crawley Town, Leyton Orient, Yeovil Town, Notts County                                     |
| 2015–16   | Crewe Alexandra, Blackpool, Colchester United, Doncaster Rovers                            |
| 2016–17   | Port Vale, Coventry City, Swindon Town, Chesterfield                                       |
| 2017–18   | Oldham Athletic, Northampton Town, Milton Keynes Dons, Bury                                |
| 2018–19   | Plymouth Argyle, Walsall, Scunthorpe United, Bradford City                                 |
| 2019–20   | Tranmere Rovers (32), Southend United (19), Bolton Wanderers (14), Bury[a]                 |
| 2020–21   | Rochdale (47), Northampton Town (45), Swindon Town (43), Bristol Rovers (38)               |
| 2021–22   | Gillingham (40), Doncaster Rovers (38), AFC Wimbledon (37), Crewe Alexandra (29)           |
| 2022–23   | Milton Keynes Dons (45), Morecambe (44), Accrington Stanley (44), Forest Green Rovers (27) |
| 2023–24   | Cheltenham Town (44), Fleetwood Town (43), Port Vale (41), Carlisle United (30)            |

a Expulso em agosto de 2019 na sequência de infrações financeiras.

### Artilheiros
| Temporada | Artilheiro           | Clube               | Gols  |
| --------- | -------------------- | ------------------- | ----- |
| 2004–05   | Stuart Elliott       | Hull City           | 27    |
| 2004–05   | Dean Windass         | Bradford City       | 27    |
| 2005–06   | Freddy Eastwood      | Southend United     | 23    |
| 2005–06   | Billy Sharp          | Scunthorpe United   | 23    |
| 2006–07   | Billy Sharp          | Scunthorpe United   | 30    |
| 2007–08   | Jason Scotland       | Swansea City        | 24    |
| 2008–09   | Simon Cox            | Swindon Town        | 29    |
| 2008–09   | Rickie Lambert       | Bristol Rovers      | 29    |
| 2009–10   | Rickie Lambert       | Southampton         | 30    |
| 2010–11   | Craig Mackail-Smith  | Peterborough United | 27    |
| 2011–12   | Jordan Rhodes        | Huddersfield Town   | 36    |
| 2012–13   | Paddy Madden         | Yeovil Town         | 24    |
| 2013–14   | Sam Baldock          | Bristol City        | 24    |
| 2014–15   | Joe Garner           | Preston North End   | 26    |
| 2015–16   | Will Grigg           | Wigan Athletic      | 25    |
| 2016–17   | Billy Sharp          | Sheffield United    | 30    |
| 2017–18   | Jack Marriott        | Peterborough United | 27    |
| 2018–19   | James Collins        | Luton Town          | 25    |
| 2019–20   | Ivan Toney           | Peterborough United | 24[b] |
| 2020–21   | Jonson Clarke-Harris | Peterborough United | 31    |
| 2021–22   | Will Keane           | Wigan Athletic      | 26    |
| 2022–23   | Conor Chaplin        | Ipswich Town        | 26    |
| 2022–23   | Jonson Clarke-Harris | Peterborough United | 26    |
| 2023-24   | Alfie May            | Charlton Athletic   | 23    |

b Em 35 jogos. Temporada truncada por causa da Pandemia de COVID-19.